# Blaupause

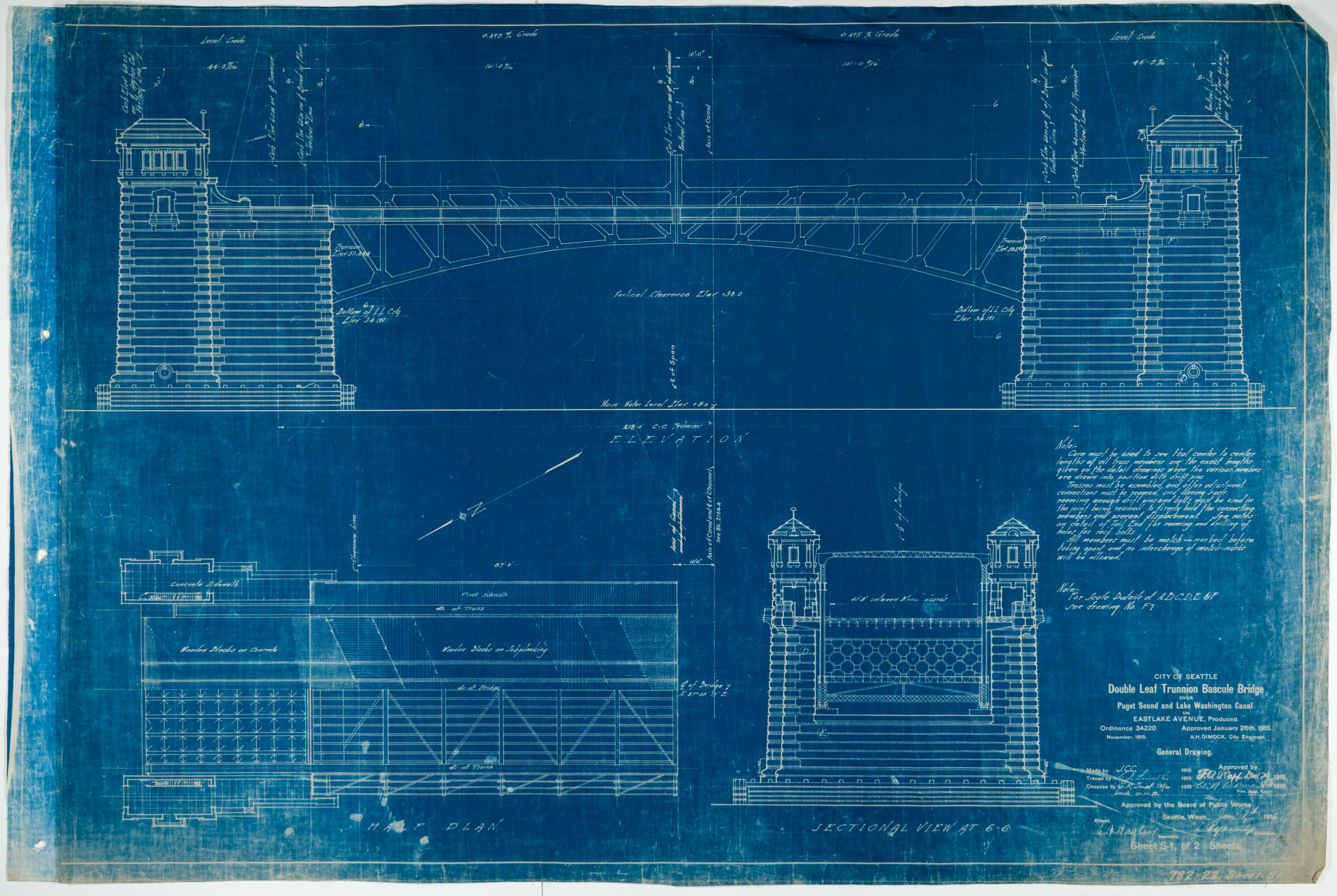
Blaupause für eine Brücke (1915)

Der Begriff Blaupause ist ein Sammelbegriff für verschiedene, meist veraltete Kopierverfahren. Er wird oft auch auf die Hektografie und manchmal auf die Verwendung von Durchschreibepapier angewendet und stammt ursprünglich von einem Verfahren der Cyanotypie und der Diazotypie. Dokumente wie Baupläne, Schaltpläne, Technische Zeichnungen etc. waren meist nur als Blaupause verfügbar.  Die Lichtpause wurde mit einer durchsichtigen bzw. transparenten Vorlage, einer grafischen Darstellung, meist einer technischen Zeichnung, die weiße Linien auf einem bläulichen Papier gibt, erstellt. Bei dem Verfahren handelt es sich um das Lichtpausverfahren, das auf John Herschel 1842 zurückgeht. 
Blaupause wird zunehmend auch im allgemeinen Sprachgebrauch sowie im Kontext von Betriebswirtschaft, Ökonomie und Politik verwendet im Sinne von Plan, Modell, Konstrukt, Vorlage, Vorbild, Grundlage oder Idee. Im übertragenen Sinn steht Blaupause auch für Schablone, Muster oder Vorbild.